# El Arazá
El Arazá es una localidad argentina situada en el departamento General Obligado, en la provincia de Santa Fe. Según el censo de 2022, tiene una población de 778 habitantes.
Se encuentra a 4 km al oeste del arroyo Malabrigo y a 30 km al oeste de Reconquista. 
La comuna fue fundada el 15 de agosto de 1960. El lecho seco del río fue lugar de hallazgos arqueológicos. En 2009 se licitó la construcción de un puesto de salud.

## Localización geográfica
La localidad de El Arazá pertenece al departamento General Obligado de la provincia de Santa Fe. 
El distrito limita al este con la comuna de Nicanor Molinas, separados por el arroyo Malabrigo; al oeste con el distrito Toba, perteneciente al departamento Vera; al sur con el distrito Berna; y al norte con el distrito de La Sarita y el distrito de Garabato, departamento General Obligado y departamento Vera, respectivamente.
El casco urbano se encuentra en el kilómetro 30 de la ruta provincial 40, intersección con la ruta provincial 87-s. Se encuentra a 30 km al oeste de la ciudad de Reconquista (capital del departamento), a 30 km al norte de la ciudad de Malabrigo, y a 49 km al Noreste de la ciudad de Vera (capital del departamento homónimo).

## Población
Cuenta con 778 habitantes (Indec, 2022), lo que representa un incremento frente a los 690 habitantes (Indec, 2010) del censo anterior.
| Gráfica de evolución demográfica de El Arazá entre 1980 y 2022 |
|                                                                |
| Fuente: Censos nacionales del INDEC                            |

## Sistema de Gobierno
El gobierno de la localidad de El Arazá pertenece a la categoría de comuna de la provincia de Santa Fe. Las Comunas están conformadas por comisiones comunales, una es la Comisión de Miembros Comunales y la otra es la Comisión Contralor de Cuentas.

### Comisión de Miembros Comunales
La Comisión Comunal se compone de tres miembros titulares e igual número de suplentes, ya que la localidad no supera la población de mil quinientos habitantes.
Los miembros de las Comisiones Comunales son designados por elección popular y duran dos años en el ejercicio de sus funciones. Una vez cumplido este periodo, se procede a renovar las autoridades, pudiendo reelegirse las existentes.
Las Comisiones Comunales, llevarán un libro especial foliado y rubricado por el presidente, en el que se dejará constancia de todas las ordenanzas o resoluciones de carácter general que dicten. Además pueden solicitar el concurso de la autoridad competente, para hacer efectivo el cumplimiento de sus resoluciones, debiendo esta prestarle su más decidido concurso cuando aquellas lo requieran.
Las Comisiones Comunales son independientes de todo otro poder en el ejercicio de sus funciones que por la Constitución y los que por la ley 2.439 les corresponden, salvo las facultades de intervención o control expresamente atribuidas a otros poderes, y cooperarán al cumplimiento de las leyes y reglamentos escolares y sanitarios, dando cuenta inmediata a quien corresponda, de las deficiencias o inconvenientes que notaren.
Las Comisiones Comunales se desenvuelven con autonomía dentro de las prescripciones de la ley 2.439, pero estarán sujetas a inspección por el Poder Ejecutivo cada vez que veinte vecinos electorales o uno de sus miembros en ejercicio lo soliciten.
Las Comisiones Comunales recaudarán las rentas dentro de la jurisdicción que les haya sido demarcada, cuyo producido será administrado por las mismas, e invertido de acuerdo al presupuesto y ordenanzas.

### Lista de Miembros Comunales - Periodo 1983-2021
| Periodo   | Miembros Comunales               | Miembros Comunales               | Miembros Comunales              |
| Periodo   | 1° Titular                       | 2° Titular                       | 3° Titular                      |
| --------- | -------------------------------- | -------------------------------- | ------------------------------- |
| 1983-1985 | PASTOR, Alberto M. (PJ)          | MEDINA, Abel A. (PJ)             | BRESSAN, Secundino (UCR)        |
| 1985-1987 | NAVARRO, Alberto L. (PJ-FREJULI) | PERESSON, René A. (PJ-FREJULI)   | BRESSAN, Secundino (UCR)        |
| 1987-1989 | NAVARRO, Alberto L. (PJ)         | PERESSON, René A. (PJ)           | PREZ, Abel O. (UCR)             |
| 1989-1991 | NAVARRO, Alberto L. (PJ-FREJUPO) | NOBILE, Omar A. (PJ-FREJUPO)     | ZUPEL, Norberto J. (UCR)        |
| 1991-1993 | NAVARRO, Alberto L. (PJ)         | NOBILE, Omar A. (PJ)             | CASALIS, José L. (UCR)          |
| 1993-1995 | NAVARRO, Alberto L. (PJ)         | BUYATTI, Diego M. (PJ)           | LUDUEÑA, Otmar H. (UCR-AS)      |
| 1995-1997 | NAVARRO, Alberto L. (PJ)         | BUYATTI, Diego M. (PJ)           | PAULIN, Cirilo J. (UCR-AS)      |
| 1997-1999 | NAVARRO, Alberto L. (PJ)         | BUYATTI, Diego M. (PJ)           | ZORATTI, Pedro J. (UCR-AS)      |
| 1999-2001 | NAVARRO, Alberto L. (PJ)         | BUYATTI, Diego M. (PJ)           | PREZ, Abel O. (UCR-AS)          |
| 2001-2003 | NAVARRO, Alberto L. (PJ-FJpSF)   | BUYATTI, Diego M. (PJ-FJpSF)     | PREZ, Abel O. (UCR-AS)          |
| 2003-2005 | NAVARRO, Alberto L. (PJ)         | BUYATTI, Diego M. (PJ)           | PREZ, Abel O. (UCR-PS)          |
| 2005-2007 | NAVARRO, Alberto L. (PJ-FPV)     | BUYATTI, Diego M. (PJ-FPV)       | REY, Pedro A. (UCR-FPCyS)       |
| 2007-2009 | NAVARRO, Alberto L. (PJ)         | BUYATTI, Diego M. (PJ)           | PASTOR, Silvio A. (UCR-FPCyS)   |
| 2009-2011 | NAVARRO, Alberto L. (PJ)         | BUYATTI, Diego M. (PJ)           | PASTOR, Silvio A. (UCR-FPCyS)   |
| 2011-2013 | PREZ, Abel O. (UCR-FPCyS)        | CAINELLI, Edgardo D. (UCR-FPCyS) | NAVARRO, Alberto L. (PJ)        |
| 2013-2015 | PREZ, Abel O. (UCR-FPCyS)        | CAINELLI, Edgardo D. (UCR-FPCyS) | NAVARRO, Alberto L. (PJ-FPV)    |
| 2015-2017 | PREZ, Abel O. (UCR-FPCyS)        | PAULIN, Cirilo J. (UCR-FPCyS)    | CAPPELETTI, Rodolfo R. (PJ-UPF) |
| 2017-2019 | PREZ, Abel O. (UCR-FPCyS)        | PAULIN, Cirilo J. (UCR-FPCyS)    | GALLARDO, Lucía M. (UCR-FPCyS)  |
| 2019-2021 | CAINELLI, Edgardo D. (FPCyS)     | NOBILE, Oreste A. (FPCyS)        | MARCHETTI, Cristian N. (AF)     |

### Comisión Contralor de Cuentas
La Comisión de Contralor de Cuentas, también está compuesta de tres miembros titulares e igual número de suplentes. Sus funciones son las de recibir el balance y comprobantes que deban presentar las Comisiones Comunales, prestándole su aprobación o desaprobación.
La Comisión de Contralor de Cuentas desempeñará sus funciones en el local de la Comisión Comunal, pudiendo en cualquier época del año recabar la presentación de libros, documentos y comprobantes del ejercicio administrativo en curso, a los fines del control que le esta asignado.
Llevará un libro de actas foliado y rubricado por el presidente de la Comisión Comunal, donde quedará constancia de las sesiones que celebre y copia de cada uno de sus dictámenes y resoluciones. De la custodia de este libro es personalmente responsable el presidente de la Comisión Comunal.

### Lista de Contralores de Cuentas - Periodo 1983-2021
| Periodo   | Contralores de Cuentas            | Contralores de Cuentas            | Contralores de Cuentas        |
| Periodo   | 1° Titular                        | 2° Titular                        | 3° Titular                    |
| --------- | --------------------------------- | --------------------------------- | ----------------------------- |
| 1983-1985 | CORONEL, César C. (PJ)            | FURRER, Sergio D. (PJ)            | ZBINDEN, Zulema N. (UCR)      |
| 1985-1987 | NOBILE, Ovidio N. (PJ-FREJULI)    | CORONEL, Pedro (PJ-FREJULI)       | ALONZO, Oscar A. (UCR)        |
| 1987-1989 | NOBILE, Ovidio N. (PJ)            | CORONEL, Pedro (PJ)               | IMHOFF, Antonio J. (UCR)      |
| 1989-1991 | NOBILE, Ovidio N. (PJ-FREJUPO)    | CONTARDE, Anselmo C. (PJ-FREJUPO) | PREZ, Abel O. (UCR)           |
| 1991-1993 | BUYATTI, Diego M. (PJ)            | NOBILE, Ovidio N. (PJ)            | CAINELLI, Rosendo E. (UCR)    |
| 1993-1995 | CAPPELETTI, Rodolfo R. (PJ)       | ALONZO, Alberto V. (PJ)           | BUYATTI, Horacio D. (UCR-AS)  |
| 1995-1997 | CAPPELETTI, Rodolfo R. (PJ)       | IMHOFF, Antonio J. (PJ)           | PREZ, Abel O. (UCR-AS)        |
| 1997-1999 | CAPPELETTI, Rodolfo R. (PJ)       | IMHOFF, Antonio J. (PJ)           | ZUPEL, Norberto J. (UCR-AS)   |
| 1999-2001 | CAPPELETTI, Rodolfo R. (PJ)       | IMHOFF, Antonio J. (PJ)           | CASALIS, José L. (UCR-AS)     |
| 2001-2003 | CAPPELETTI, Rodolfo R. (PJ-FJpSF) | IMHOFF, Antonio J. (PJ-FJpSF)     | REY, Pedro A. (UCR-AS)        |
| 2003-2005 | CAPPELETTI, Rodolfo R. (PJ)       | IMHOFF, Antonio J. (PJ)           | CASALIS, José L. (UCR-PS)     |
| 2005-2007 | IMHOFF, Antonio J. (PJ-FPV)       | MANATTINI, María A. (PJ-FPV)      | ZUPEL, Orfilio J. (UCR-FPCyS) |
| 2007-2009 | IMHOFF, Antonio J. (PJ)           | MANATTINI, María A. (PJ)          | CUSIT, Víctor M. (UCR-FPCyS)  |
| 2009-2011 | CAPPELETTI, Rodolfo R. (PJ)       | VEGA, Marcelo G. (PJ)             | ZUPEL, Néstor A. (UCR-FPCyS)  |
| 2011-2013 | ZUPEL, Norberto J. (UCR-FPCyS)    | VERON, Darío N. (UCR-FPCyS)       | CAPPELETTI, Rodolfo R. (PJ)   |
| 2013-2015 | ZUPEL, Norberto J. (UCR-FPCyS)    | PERESSON, Luis M. (UCR-FPCyS)     | ALONSO, Daniel V. (PJ-FPV)    |
| 2015-2017 | ZUPEL, Norberto J. (UCR-FPCyS)    | CUSIT, Marisa M. (UCR-FPCyS)      | VISCONTI, María L. (PJ-UPF)   |
| 2017-2019 | CAPPELETTI, Hugo L. (UCR-FPCyS)   | DUARTE, María R. (UCR-FPCyS)      | MEDINA, Alan A. (UCR-FPCyS)   |
| 2019-2021 | MEDINA, Alan A. (FPCyS)           | FACCHINI, Sergio D. (FPCyS)       | BORDON, Jorge D. (AF)         |